# Sant Francesc del Carbonell
Sant Francesc del Carbonell és una església d'Osor (Selva) inclosa a l'Inventari del Patrimoni Arquitectònic de Catalunya.

## Descripció
La capella de St. Francesc del Carbonell està ubicada al límit amb el terme de Sant Hilari Sacalm per la zona del Coll de Querós. Es tracta d'una petita capella de nau rectangular coberta amb una teulada a dues aigües de vessants a laterals i coronada amb un campanar d'espadanya d'un ull d'arc de mig punt i sense campana.
L'accés a la capella es practica mitjançant un portal rectangular equipat amb una gran llinda monolítica i uns poderosos muntants de pedra molt ben treballats i desbastats. Acompanya al portal d'accés una petita finestra quadrangular.
On millor s'aprecia el ràfec corregut és en les dues façanes laterals. És aquí on el ràfec es desplega en la seva totalitat, compost a base de quatre fileres: les tres primeres de rajola plana i la quarta de teula girada. Aquest ràfec presenta com a tret distintiu i particular les teules i rajoles policromades.
Pel que fa al tema dels materials, les quatre façanes estan arrebossades però sense pintar. Tanmateix en la façana lateral esquerra, en la qual s'observa una petita obertura en format d'espitllera, afloren capes en les quals s'ha desprès l'arrebossat quedant a la vista tota la composició interna a base de pedres fragmentades i irregulars i còdols manipulats a cops de martell. En els extrems s'observen els grans blocs cantoners de pedra, els quals estant molt ben desbastats i treballats.
Al marge d'aquestes clapes, l'estat de conservació de la capella és bastant bo i es deuria a les obres de restauració i rehabilitació que es van practicar a principis de segle aproximadament.
Pel que fa als espais i acabats interiors, aquests són molt austers, i sobris. Els interiors estant arrebossats i pintats completament de blanc i no presenten cap motiu ornamental o decoratiu a excepció de les pintures desgastades i erosionades de la volta de canó. L'unic tret a destacar de l'interior és la petita fornícula que acull una petita escultura de Sant Francesc d'Assís.

## Història
En origen era la capella del mas Carbonell, existent al segle xvi i avui enderrocat. La capella la trobem esmentada en el 1687 com a capella pública. Està dedicada a Sant Francesc d'Asís. A principis del segle aproximadament, es va realitzar en la capella una sèrie d'obres de restauració i rehabilitació.